# Route nationale 351
Pour les articles homonymes, voir Route 351.
La route nationale 351, ou RN 351, est une route nationale française reliant le quartier Saint-Sauveur de Lille à La Madeleine.
Auparavant, elle reliait Orsinval à Trélon et à Chimay.
À la suite de la réforme de 1972, la RN 351 a été déclassée en RD 951.

## Tracé de Lille à La Madeleine (D 651)
- Échangeur entre N 356 et D 651
- 4 : Lille-Saint-Maurice, Gare de Lille-Flandres, Euralille
- 5 : La Madeleine-Romarin, Marcq-en-Barœul
- 6 : Lille-Saint-Maurice, Euralille
- 7 : Mons-en-Barœul
- Croisement avec la D 617

## Ancien tracé d'Orsinval à Moranrieux et à Chimay

### D'Orsinval à Avesnes-sur-Helpe (D 951)
- Orsinval D 951 (km 0)
- Carrefour de la Bonne-Femme, commune de Villereau (km 2)
- Villereau (km 3)
- La Maison-Rouge, commune de Villereau (km 4)
- Le Godelot, commune de Locquignol (km 10)
- Berlaimont (km 16)
- Aulnoye-Aymeries (km 19)
- Saint-Remy-Chaussée (km 22)
- Avesnes-sur-Helpe D 951 (km 31)

### D'Avesnes-sur-Helpe à Moranrieux et à Macon (D 951)
- Avesnes-sur-Helpe D 951 (km 31)
- Avesnelles (km 32)
- Sains-du-Nord (km 37)
- Glageon (km 44)
- Trélon (km 46)
- Moranrieux, commune de Wallers-Trélon D 951 (km 52)
- Macon  Belgique N 593  (km 53)